# Ölgas
Ölgas, andere Bezeichnung Fettgas, ist ein Leuchtgas, das durch Spaltung von Mineralölen bei höheren Temperaturen erzeugt wird. Es ist gelistet unter der UN-Nummer 1071. Es wurde 1867 von Julius Pintsch erfunden.
Die Entstehung von Ölgas wurde bereits 1815 von Taylor in England entdeckt. Er entdeckte, dass Öldämpfe bei Hitze in ein mit stark leuchtender Flamme brennendes Gas zerlegt wurden. Das Ölgas verschwand zwischenzeitlich, als das Steinkohlengas zunehmend Fuß fasste.

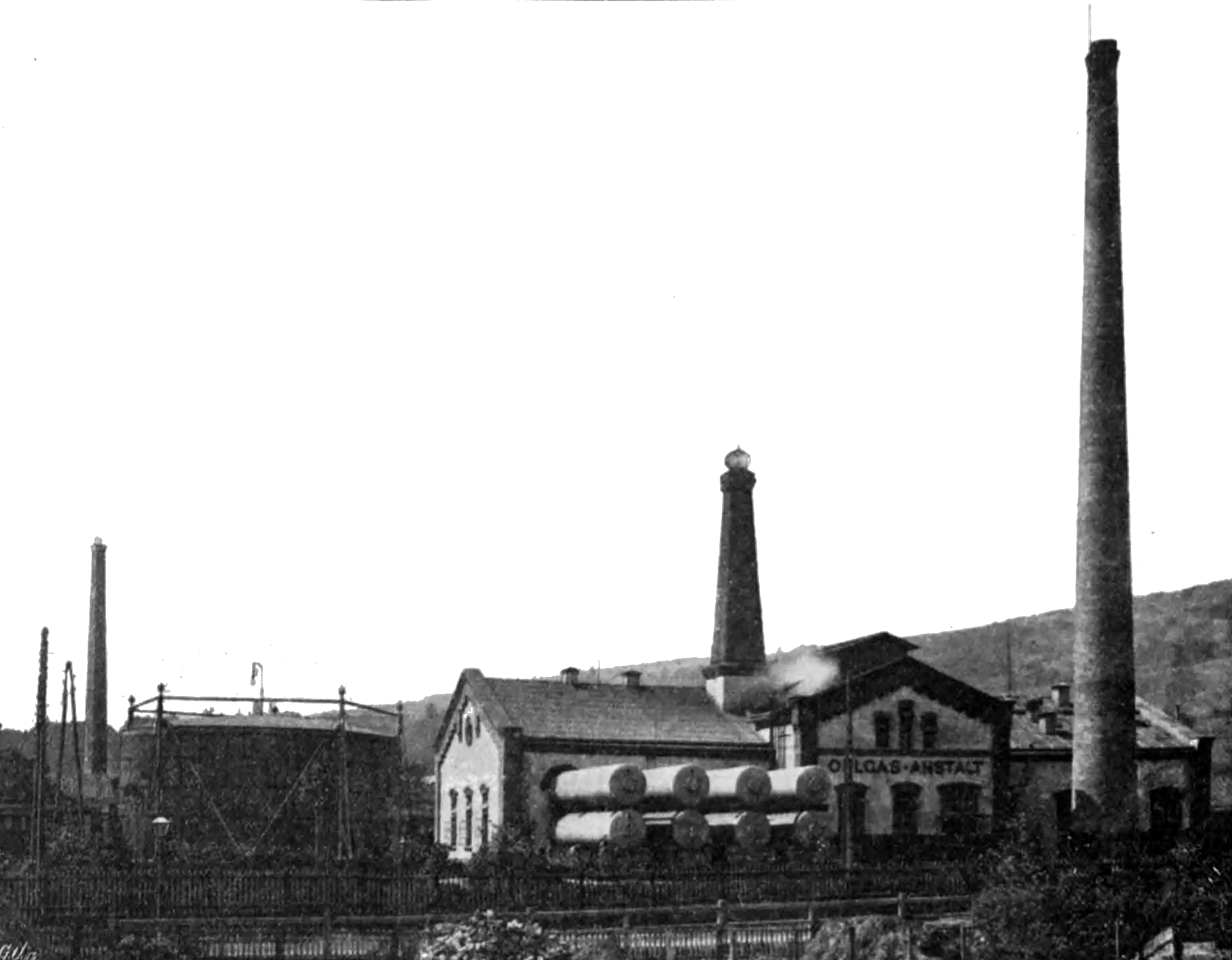
Areal des Bahnhofs Wien-Hütteldorf: Oelgas-Anstalt (errichtet: 1878; hier: um 1902)

Die praktische Gewinnung geschieht aus Petroleumrückständen, Teerölen und Paraffinöl. Diese Ausgangsstoffe werden unter Luftabschluss erhitzt und es entsteht u. a. Ölgas. Bereits um 1900 wurde die Innenbeleuchtung von Eisenbahnwagen damit betrieben. Nach historischen Berichten waren 1919 ca. 350.000 Eisenbahnwagen mit dieser Beleuchtung ausgestattet. Der Transport erfolgte in Druckbehältern.